# Saint-Valentin (timbre de France)
Pour les articles homonymes, voir Saint-Valentin (homonymie).
La poste française émet régulièrement des timbres de Saint-Valentin depuis 1997. À partir de 2000, elle les fait dessiner par des stylistes de maisons de couture renommées ou par des artistes célèbres.

## Le bureau de Saint-Valentin
En 1967, la maire de Saint-Valentin dans l'Indre demande l'émission d'un timbre-poste. Elle obtient que son bureau dispose :
- d'une oblitération par deux cœurs dessiné par Jean-Louis Boncœur, de 1968 à 1979 ;
- d'une flamme avec les amoureux de Raymond Peynet depuis 1980.

Par la suite, Saint-Valentin accueille la manifestation premier jour des timbres de Peynet de 1985 et 2000, des timbres « Bonne Fête » de 1997 et 1998.

## Timbres-poste

### Avant 2000
Jusqu'en 1999, La Poste française n'avait pas d'émissions pour le courrier des amoureux de la Saint-Valentin. Néanmoins, en février 1985, il y eut l'exception d'un timbre illustré par « les amoureux » de Raymond Peynet émis à 12 millions d'exemplaires, un des deux plus grands tirages de l'année 1985 avec « la France a ses morts » émis pour le 11 novembre (même niveau de tirage pour « le kiosque des amoureux - Valence » émis en novembre 2000).
Le thème de la correspondance amoureuse a pu apparaître sur d'autres timbres, mais sans lien direct avec la fête de la Saint-Valentin.
En 1997, un premier changement a lieu avec les premiers timbres semi-permanents annuels et à messages (semi-permanents car laissés en vente de un à deux ans). Le timbre « Bonne Fête » est ainsi émis début février en 1997 et 1998.
En février 1999, les messages sont encore plus explicites sur ces timbres :
- émissions de deux timbres en forme de cœur dessinés par Aurélie Baras ;
- un timbre « oui » de l'agence Dragon rouge représentant deux oiseaux s'embrassant.

### Signés par des artistes
En 2000, le timbre de Saint-Valentin voit sa mise en vente avancée en janvier et surtout, son dessin (parfois deux) est désormais confié à un couturier ou styliste célèbre, ou à un artiste renommé. Il est émis sous forme de cœur en feuilles, carnet de timbres autocollants et en bloc-feuillet décoré de cinq timbres.
Voici les auteurs et thèmes :
- Yves Saint Laurent, 2000 : serpents enlacés et profil féminin ;
- Christian Lacroix, 2001 : bijoux ;
- Yann Arthus-Bertrand, 2002 : le cœur de Voh dans la forêt néo-calédonienne ;
- Torrente, 2003 : cœurs et roses ;
- Karl Lagerfeld pour Chanel, 2004 : parfum No 5 et bijoux portés par un mannequin devant la Tour Eiffel ;
- Cacharel, 2005 : bulles et cacharel (oiseau) brodé ;
- Stéphane Rolland pour Jean-Louis Scherrer, 2006 : cœurs et fourrures animales ;
- Hubert de Givenchy, créateur de Givenchy, 2007 : branche d'arbre d'inspiration Art nouveau ;
- Franck Sorbier, 2008 : visages s'embrassant et arbre à cœurs ;
- Emanuel Ungaro, 2009 : couple de perroquets ;
- Alber Elbaz pour Lanvin, 2010 : femme lisant sur un lit de nœuds papillons et femme sous le soleil.
- Maurizio Galante, 2011 : le timbre à 0,58€, "Colorie-moi", invite à colorier à sa guise le timbre. Le timbre à 0,95 €, "Grave tes initiales", est revêtu par dorure à chaud d’un film métallisé rouge sur lequel on peut "graver" des initiales ;
- Adeline André, 2012 : Patch d'amour, composition avec rayure dans un cœur ;
- Hermès, 2013 : détails du Carré Hermès "De tout cœur" ;
- Baccarat, 2014 : sur l'un des timbres, on peut voir une coupe en cristal, sur l'autre un chandelier ;
- Jean-Charles de Castelbajac, 2015 : deux amoureux se touchant le nez, tel un baiser d’esquimau ;
- Courrèges, 2016 : un cœur argent et un cœur bleu ;

L'émission Chanel de 2004 et Cacharel de 2005 ont fait l'objet d'une impression en timbre autocollant, initialement non prévue au programme philatélique. Ces deux entreprises ont souhaité avoir un moyen pratique d'affranchir avec ces timbres un important volume de courrier. Rapidement après la découverte de ces impressions par la presse philatélique, La Poste a annoncé que tout timbre autocollant émis spécialement pour une entreprise pourra être acheté par la boutique internet ou le catalogue de vente par correspondance. Concernant les timbres de Saint-Valentin, le 15 juillet 2005, La Poste a mis en vente par correspondance des feuilles de trente timbres autocollants au motif des quatre cœurs de Chanel et de Cacharel.
En 2006, le timbre signé par la maison Jean-Louis Scherrer est directement émis en feuille de trente timbres autocollants, ainsi qu'en une feuille de dix timbres pré-personnalisés de l'expression « Je t'aime » en dix langues.